# Окуневське
О́куневське (рос. Окуневское) — село у складі Каргапольського району Курганської області, Росія. Входить до складу Долговської сільської ради.
Населення — 314 осіб (2010, 325 у 2002).
Національний склад населення станом на 2002 рік: росіяни — 98 %.